# شهرستان کرول (تنسی)
شهرستان کرول، تنسی (به انگلیسی: Carroll County, Tennessee) یک سکونتگاه مسکونی در ایالات متحده آمریکا است که در تنسی واقع شده‌است.

## خصوصیات
شهرستان کرول ۱٬۵۵۴ کیلومترمربع مساحت دارد.